# Foton (Raumflugkörper)
Foton (russisch Фотон für Photon) ist der Name eines unbemannten Raumflugkörpers, den ab 1985 die Sowjetunion und später Russland auf der Basis des Wostok-Raumschiffs entwickelte und zunächst für materialwissenschaftliche und technische, später in zunehmendem Umfang auch für biologische Experimente einsetzte.

## Geschichte

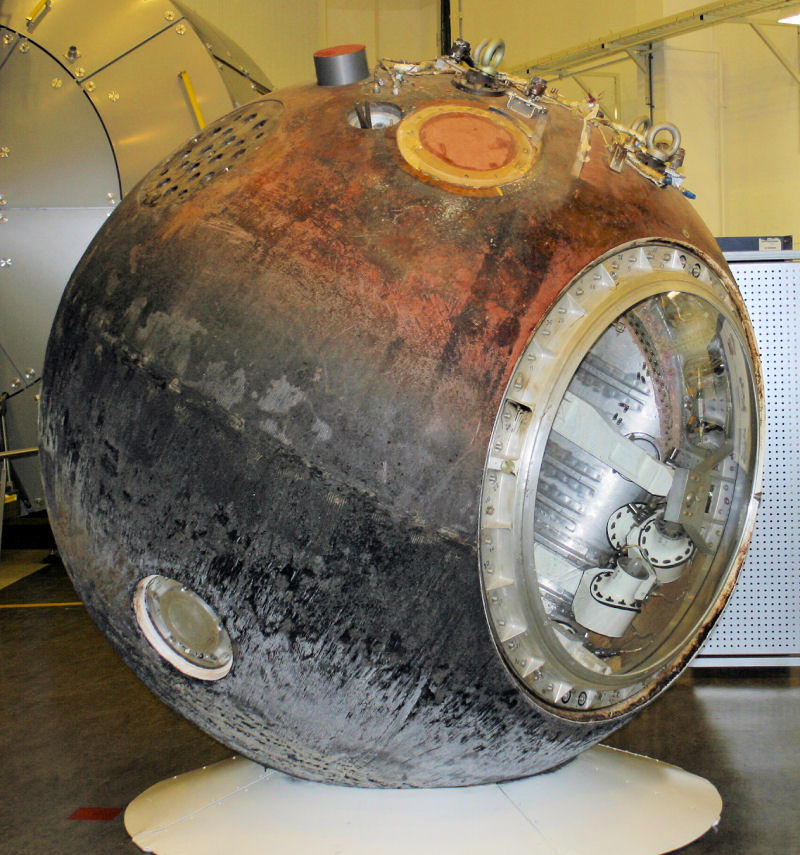
Foton-12-Landekapsel, Europäisches Weltraumforschungs- und Technologiezentrum Noordwijk, Niederlande

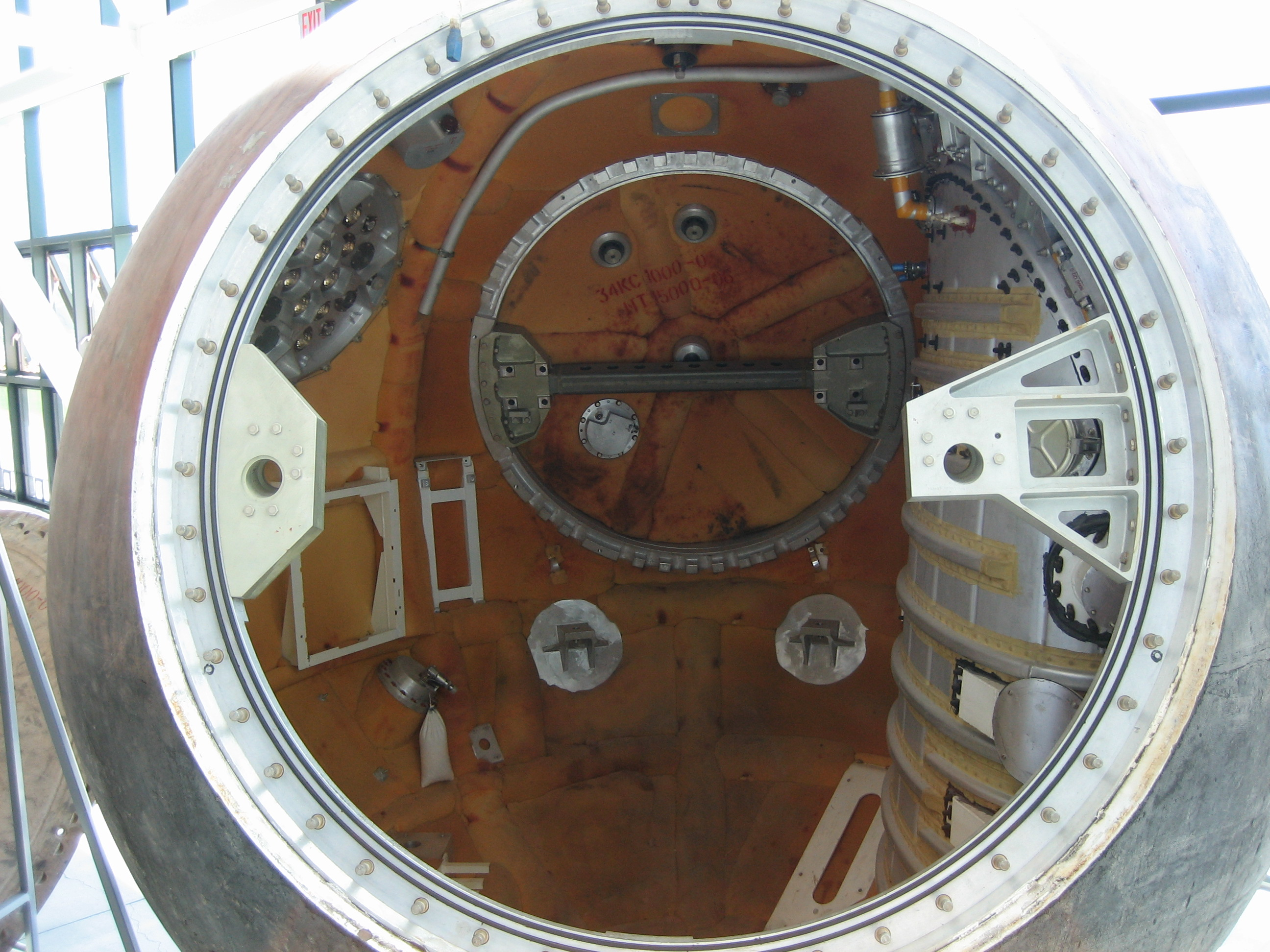
Foton-6-Landekapsel, Evergreen Aviation Museum / McMinnville, Oregon

Nachdem die Sowjetunion vier Missionen Foton 1 bis 4 erfolgreich durchgeführt hatte, flog bei Foton-5 erstmals ein Experiment mit, das von Westeuropa konzipiert worden war. Ab 1991 beteiligte sich die ESA an Foton 7 bis Foton 12. Die Raketen wurden vom Kosmodrom Plessezk aus gestartet.
Das erste Exemplar nach dem Umbau zur Foton-M-Serie ging 2002 durch Versagen der Sojus-Trägerrakete beim Start von der Rampe PU-3 in Plessezk verloren und stürzte nach 29 Sekunden nur 350 Meter entfernt in ein Waldgebiet. Der Start von Foton-M2 im Mai 2005 glückte und die Landekapsel kehrte nach 16 Tagen aus dem All erfolgreich zur Erde zurück. Foton-M3 war am 14. September 2007 um 11 Uhr UTC gestartet und am 26. September 2007 um 07:52 Uhr UTC in der kasachischen Steppe gelandet. An Bord des 6535 kg schweren Satelliten wurden neben materialwissenschaftlichen auch biologische und medizinische Experimente (insgesamt mehr als 70) durchgeführt.
24. Juli 2014: Bekanntgabe des teilweisen Abbruchs der Verbindung zum Forschungssatelliten Foton M4 seit dem Tag des Starts am 19. Juli. Die Lage wurde nicht als kritisch eingestuft, da noch Daten empfangen werden konnten, sich jedoch die Triebwerke des Satelliten nicht einschalten ließen, um ihn auf die Umlaufbahn zu bringen. Vorübergehende Probleme mit der Steuerung des Satelliten konnten behoben werden.
1. September 2014: Foton M4 konnte sicher zur Erde zurückkehren. Die fünf an Bord befindlichen Taggeckos der Art Phelsuma ornata, mit denen die Auswirkungen der Schwerelosigkeit auf das Wachstum und Paarungsverhalten studiert werden wollte, wurden erfroren vorgefunden.

## Startliste
| Nr. | Startdatum         | Bezeichnung           | Missionsdauer | Startort | NSSDC-ID  |
| --- | ------------------ | --------------------- | ------------- | -------- | --------- |
| 1   | 16. April 1985     | Foton 1 (Kosmos 1645) | 12 Tage       | Plessezk | 1985-029A |
| 2   | 21. Mai 1986       | Foton 2 (Kosmos 1744) | 13 Tage       | Plessezk | 1986-036A |
| 3   | 24. April 1987     | Foton 3 (Kosmos 1841) | 13 Tage       | Plessezk | 1987-037A |
| 4   | 14. April 1988     | Foton 4               | 14 Tage       | Plessezk | 1988-031A |
| 5   | 26. April 1989     | Foton 5               | 14 Tage       | Plessezk | 1989-032A |
| 6   | 11. April 1990     | Foton 6               | 15 Tage       | Plessezk | 1990-032A |
| 7   | 4. Oktober 1991    | Foton 7               | 15 Tage       | Plessezk | 1991-070A |
| 8   | 8. Oktober 1992    | Foton 8               | 16 Tage       | Plessezk | 1992-065A |
| 9   | 14. Juni 1994      | Foton 9               | 17 Tage       | Plessezk | 1994-033A |
| 10  | 16. Februar 1995   | Foton 10              | 15 Tage       | Plessezk | 1995-006A |
| 11  | 9. Oktober 1997    | Foton 11              | 14 Tage       | Plessezk | 1997-060A |
| 12  | 9. September 1999  | Foton 12              | 15 Tage       | Plessezk | 1999-048A |
| 13  | 15. Oktober 2002   | Foton 13 (Foton-M1)   | Fehlstart     | Plessezk | 2002-F02  |
| 14  | 31. Mai 2005       | Foton 14 (Foton-M2)   | 16 Tage       | Baikonur | 2005-020A |
| 15  | 14. September 2007 | Foton-M3              | 11,8 Tage     | Baikonur | 2007-040A |
| 16  | 19. Juli 2014      | Foton-M4              | 44 Tage       | Baikonur | 2014-041A |